# Pomme C (single)
Pomme C is een nummer van de Franse zanger Calogero uit 2007. Het is de tweede single van zijn gelijknamige vierde studioalbum.
Het refrein is gebaseerd op Village Green van The Kinks, dat staat op hun album The Kinks Are the Village Green Preservation Society. "Pomme C" werd mede geschreven door zangeres Zazie, die net als Calogero een groot artiest is in Frankrijk. De tekst gaat over een man die een relatie onderhoudt met een vrouw op internet, maar haar nog nooit in levende lijve heeft ontmoet. Hoewel het nummer nooit de Franse hitlijsten bereikte, werd het daar wel een grote radiohit. In de Waalse Ultratop 50 kwam de plaat tot de 18e positie.